# TomaTeatro
TomaTeatro es una escuela de Teatro del Colegio Santa Ana de Sevilla fundada en 2005 por José Escalera Peña a raíz de la representación de la obra de producción propia "La Isla del Tesoro". En 2006 pasó a llamarse oficialmente como "TomaTeatro".

## Obras Representadas
Desde los inicios como "Escuela de Teatro Santa Ana", "TomaTeatro" ha representado las siguientes obras:

### Temporada 2004-05: "La isla del tesoro"
Musical de producción propia basado en la inmortal obra de Robert Louis Stevenson, dirigida por Lola Urbistondo, con guion y música original de José Escalera. Jim Hawkins (Pedro García) es un joven que regenta junto a su madre una de las múltiples tabernas marineras de la Inglaterra victoriana. Con la llegada y muerte en ella de Bill Bones (Jesús Carrera), un misterioso y a la vez borracho lobo de mar, la vida de Jim cambia para convertirse en una auténtica aventura gracias a un hallazgo en el baúl del marinero: un mapa del tesoro de una isla de ultramar. A esta aventura se le suman la Doctora Livesay (Nieves Domínguez) y Sr. Trelawney (José Escalera), que como promotor de la empresa encarga a John Silver el Largo (Gustavo García), un viejo marinero, la misión de constituir la tripulación. La música se entremezcla con piratas, amor, motines, doblones y aventura en un espectáculo único.

### Temporada 2005-06: "La Venganza de Don Mendo"
Versión de la máxima expresión del género astracán o astracanada, escrita por Pedro Muñoz Seca, dirigida por Gustavo García. Don Mendo (Pedro García), un marqués de dudo renombre en la corte de la España medieval, es amante de Magdalena (Elena Franz), hija del noble Don Nuño Manso de Jarama (José Escalera). Este ha concertado su matrimonio con Don Pero (Juan Collantes de Terán), un noble valido del Rey Alfonso. Para no desvelar su relación, en una noche, Magdalena hace preso a Don Mendo después de hacer creer a toda la corte que subió a su torreón para robar. Ya encarcelado, Don Mendo recibe la visita del Marqués de Moncada (Gustavo García). Con conocimiento de su inocencia, le ayuda a escapar entre el bullicio de la boda. Don mendo empieza a planear su venganza, haciéndose pasar por trovador y acompañado de una corte de moras y judías, encabezadas por Azofaifa (Leonor Toribio). El humor y la irreverencia hacia obras como "Don Juan Tenorio", "La vida es sueño", "Hamlet" o "El Cantar del Mío Cid" hacen del verso una auténtica locura en 4 actos.

### Temporada 2006-07: "Pluft, el fantasmita"
La obra infantil de María Clara Machado más representada en las tablas lusoparlantes, vuelve a "TomaTeatro" tras un descanso en su realización; pasando las labores de dirección de Ingrid García a Gustavo García, con un reparto casi idéntico y nuevos decorados. Pluft (Rocío Toribio) es un fantasmita que vive con su madre (Macarena Povedano) y su Tío Gerundio (Mariano Mejías) en un viejo caserón cercano al mar. A este llega el malvado Pata de Palo (Antonio de la Cruz), un despiadado pirata que secuestra a Maribel (Patricia Pérez / Blanca García), nieta del Capitán Bonanza, para hacerse con el tesoro de su abuelo. En su ayuda parten sus amigos Juana (Olimpia Cano), Julia (Nuria Paniagua) y Sebastián (Alberto Witzl), unos marineros algo torpes pero de buena voluntad. La colaboración entre humanos y fantasmas y la victoria gracias a un trabajo en equipo es un gran canto a la amistad lleno de sentimientos, que conmueve y hace reír tanto a grandes como pequeños.

### Temporada 2007-08: "El Sueño de una noche de Verano"
Obra del gran escritor inglés William Shakespeare. Los preparativos para la boda del Duque están en curso. El irascible y viejo Egeo ha dado en matrimonio a Demetrio (Mariano Mejías) a su hija Hermia (Patricia Pérez), pero Hermia ama a Lisandro (Juan Collantes de Terán) y quiere desposarse con él. Obligada por el duque Teseo (Gustavo García) a obedecer a su padre, Hermia planea fugarse con su verdadero amor. Pero la mejor amiga de Hermia, Helena (Macarena Povedano), que ama a Demetrio, le pone al tanto a éste de lo que traman.
Esa noche, cuando los amantes huyen a través del bosque, Demetrio les sigue sin saber que Helena se encuentra tras él. En las inmediaciones del bosque se encuentra igualmente un grupo de actores aficionados: cinco artesanos del pueblo que buscan un lugar apartado donde poder ensayar la dolorosísima historia y la crudelísima muerte de Romeo y Julieta, dirigida por Cuña (Pedro García). Aunque su estrella, Canilla (Antonio de la Cruz) el tejedor, es lo peor de lo peor y una figura cómica en el pueblo, ellos confían en interpretar la obra ante el mismo Duque en el día de su boda y ser generosamente recompensados por sus esfuerzos.
Sin que lo sepan los amantes ni los actores, su viaje por el bosque los ha conducido a las mismas puertas del hogar secreto de las hadas, en el que el travieso duende Puck (Álvaro Madrigal), a petición de Oberón (José Escalera), va a administrar a uno de los amantes una poción amorosa que hace que éstos se mezclen y combinen con fatales resultados. Mientras, los ensayos de los artesanos se verán interrumpidos cuando Canilla, seducido por el encantamiento de Puck, se convierte en un instrumento en los juegos amorosos de Oberón y Titania (Ingrid García), el Rey y la Reina de las Hadas.

### Temporada 2007-08 "María Ràfols, una vida"
Como celebración del cincuenta aniversario de la fundación del Colegio Santa Ana en Sevilla, el grupo TomaTeatro tuvo el honor de representar una obra de teatro acerca de la vida de la fundadora de las Hermanas de la Caridad de Santa Ana.
Trabajando con el texto de Toni Torrelles y Álex Blanco, la obra trata de acercarnos las vivencias de María Ràfols (Laura Martínez), sus experiencias personales y, cómo la fe, inspiró y alimentó su vocación y la de quienes la acompañaron en su camino junto al Padre Juan Bonal (Mariano Mejías), como fueron las hermanas Tecla (Olimpia Cano), Josefa (Candela Navarro), Teresa (Irene Barrera) y Margarita (Macarena Povedano).
Una obra llena de fe, caridad, decisión, compromiso y emoción, que recordará a todos los valores más importantes para el cristianismo.

### Temporada 2008-09 "Los 80 son nuestros"
Obra escrita por Ana Diosdado, el argumento gira en torno a una fiesta de Nochevieja, que un grupo de chavales muy jóvenes, menos de veinte años, van a celebrar en los alrededores de Madrid, en el chalé de la familia de uno de ellos.
La acción dramática abarca desde la mañana del 31 de diciembre hasta la madrugada del 1 de enero: los preparativos de la fiesta, su celebración y su desenlace. Y a lo largo de ese limitado tiempo suceden acontecimientos de todo tipo, unos divertidos y otros trágicos, pero todos - y esto es importante - perfectamente verosímiles.
La fiesta se parece muchísimo a tantas fiestas que realmente hemos conocido, todo es verdad, de todo formamos parte, es nuestra vida o la de nuestros hijos, sus amigos, nuestro entorno, la que presenciamos.
Antonio de la Cruz, Pedro García, Gustavo García, José Escalera, Ingrid García, Leo Toribio y Nuria Paniagua son el elenco que da vida y encarna la historia de estos personajes de la movida madrileña

### Temporada 2009-10: "La Pluma Mágica"
Con “La Pluma Mágica” (originariamente “Lolo y la pluma mágica”), Tomateatro retoma la línea infantil abierta con “Pluft el Fantasmita” de María Clara Machado, esta vez con un musical de producción propia.
En él, se cuenta la historia de Lolo (Alberto Witzl / Juan B. Collantes de Terán), un niño fantasioso y soñador al que le encanta leer cuentos y cuya mayor ilusión es llegar a ser un escritor cuando sea mayor, algo que no termina de convencer a su hermana mayor Luci (Ana M. Lería / Candela R. Navarro).
Una noche, mientras que él sueña, Campanilla (Julia Jurado) deja en su habitación una pluma mágica que hará que todo lo que él escriba se hará realidad... pero lo que él no sabe es que la malvada Maligna Maldades (Irene Barrera) y su torpe ayudante Tobías (Cristian Rodríguez) llevan años buscándola para hacerse con el control del mundo.
Así, Lolo contará con cuatro maravillosos deseos en los que aparecerán muchos personajes de los clásicos de Disney, a saber: Bella (Patricia Pérez), el Genio de la lámpara (Antonio de la Cruz), Lumière (Mariano Mejías), Campanilla (Julia Jurado), Gastón (Gustavo A. García / Pedro F. García), Sebastián el cangrejo (Juan Carlos Vergara), el Hada Madrina (Mercedes Reina), la señora Potts (Macarena Povedano) y muchos más.
Por el escenario podremos ver desde hadas hasta grandes banquetes, pasando por genios, campesinos y príncipes despechados; todo aderezado por una gran selección de los mejores números musicales de películas clásicas de la factoría  Disney y la más exquisita música del Circo del Sol ("Cirque du Soleil - Quidam").
Todo ello narrado por la bufona más risueña de todas (Nieves Castro). Una fantástica obra-musical con las canciones más entrañables de Disney que hacen soñar a los más pequeños y disfrutar a los más mayores.
Una obra bajo la dirección de Pedro F. García y Gustavo A. García y texto original de Pedro F. García; en la que cerca de 30 jóvenes actores con más de 5 cambios de vestuario han hecho ya, con sus actuaciones y coreografías (Candela R. Navarro e Irene Barrera), las delicias los más de 2.500 espectadores que han asistido a sus representaciones con lleno absoluto en cada una de ellas.
La obra fue estrenada oficialmente el 12 de diciembre de 2009, y recibió la más cálida de las acogidas por parte del público, siendo la obra que más ha llenado el Salón de Actos del colegio Santa Ana. También fue representada de forma especial pro Haití, los días 29 y 30 de enero de 2010, batiendo récords de aforo.

### Temporada 2010-11: "Maribel y la extraña familia"
Maribel (Patricia Pérez) es una chica de alterne que ejerce su profesión en el Madrid de finales de los cincuenta. Una noche conoce a Marcelino (Mariano Mejías), un hombre tímido y tranquilo, que se enamora de ella sin darse cuenta (¿o sí?) de su condición. La relación se desarrolla de modo sorprendente e inesperado para Maribel.
Rufi (Irene Barrera / Candela R. Navarro-Cruz), Pili (Macarena Povedano) y Niní (Carlota García) son las compañeras de pensión y profesión de Maribel. Truculentas y exageradas por naturaleza, se alarman por la relación de ella con el misterioso sujeto.
Además, su 'extraña familia': dos candorosas viejecitas (Nieves Castro y Laura Martínez / Mercedes Reina) con unas extrañas aficiones que desconcertarán a todos.
Maribel, se debate entre la atracción que le supone su conquista y el miedo a que todo resulte un desastroso desengaño.
Una comedia de Miguel Mihura, hilarante y simpatiquísima, que hará pasar un rato de lo más agradable.

### Temporada 2010-11: "No te bebas el agua"
Comedia de Woody Allen que transcurre en la Embajada Norteamericana de un antiguo país comunista.
Todo comienza cuando el hijo de la Embajadora (Candela R. Navarro-Cruz), Axel Magee (Antonio J. de la Cruz), debe quedarse al frente de la embajada a causa de un repentino viaje de su madre.
A partir de este momento se desatarán una serie de sucesos que pondrán de manifiesto la torpeza diplomática de Axel y sus pocas luces.
La llegada de una familia de turistas norteamericanos (Pedro F. García, Macarena Povedano e Irene Barrera) perseguidos por un ominoso y cruel jefe de la policía comunista (Mariano Mejías) servirá de pretexto para que se sucedan situaciones cargadas de humor que desembocarán en el desenlace de esta simpática y a la vez ácida comedia.

### Temporada 2011-12: "Pic-Nic"
Una obra teatral de Fernando Arrabal de unos 45 minutos de función dirigida a todos los públicos y donde la absurdez e ironía que Fernando Arrabal usa serán las armas más fuertes en esta guerra.
Como cada domingo el matrimonio Tepán (Irene Barrera / Nieves Castro, Antonio J. de la Cruz / Juan Collantes), organiza su pícnic, esta vez deciden ir a visitar a su hijo Zapo (Pedro F. García) que se encuentra en el frente como soldado para compartir con él un bonito día de campo cual familia tradicional. Dentro de este marco surrealista y absurdo, la aparición de un enemigo no muy lejano, Zepo (Mariano Mejías), será el detonante que invite a reflexionar y buscar una solución al conflicto.

## TomaTeatro como organización
La escuela de teatro "TomaTeatro", está dirigida por Gustavo A. García y se encuentra bajo el amparo de la Familia Santa Ana M.S.A. La dirección vocal corre a cargo de Patricia P. Berbel. Todo ello combinado con el trabajo de un grupo de pequeños "grandes" actores y un magnífico equipo técnico. El único motor de este grupo es su propia ilusión por subir a un escenario y recibir unos aplausos, valiéndose de sus propias actuaciones como financiación.
- Datos: Q6148217